# 莆田沙溪戰鬥
莆田沙溪戰鬥發生於1934年1月19日，地點則是在中國閩南一帶，是閩變后所發生的內戰戰鬥之一。莆田沙溪戰鬥的交戰雙方，一方為蔣中正轄下的國軍中央軍，另一方為四九師張貞部隊。